# Hubert von Herkomer

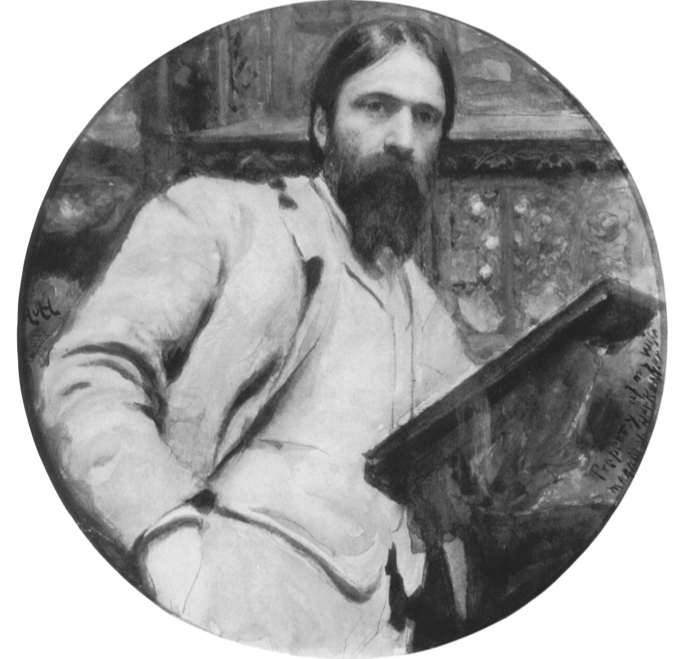
Hubert Herkomer, självporträtt omkring 1880.

Hubert von Herkomer, född 26 maj 1849, död 31 mars 1914, var en tysk-brittisk målare och grafiker.
Herkomer fick sin huvudsakliga utbildning i München men bosatte sig 1870 i London, till en början som illustratör i The Graphic. Han utvecklade en rik och mångsidig verksamhet som konstnär och fick stort inflytande genom sin mycket besökta målarskola. Bland hans verk märks dramatiska figurkompositioner, bondegenrer, religiösa fantasier, landskap och särskilt en rad formsäkra och psykologiskt träffande porträtt av samtida kulturpersonligheter. Inom grafiken gav Herkomer namn åt "herkomerotypen", en förut uppfunnen metod att på galvanisk väg mångfaldiga monotyper på kopparplåt. Herkomer verkade även som poet och operakompositör. Herkomer är representerad vid bland annat Nationalmuseum i Stockholm.